# Armen Arslanian
Armen Arslanian (arab. ‏أرمين أرسلانيان‎, ur. 9 lipca 1960, zm. 18 maja 2015 w Antwerpii) – libański kolarz szosowy, uczestnik letnich igrzysk olimpijskich.
Arslanian reprezentował Liban na Letnich Igrzyskach Olimpijskich 1992 w Barcelonie w wyścigu ze startu wspólnego. Nie ukończył konkurencji. Wystąpił na mistrzostwach świata 1993 i 1994.
Zmarł w Antwerpii, gdzie przebywał na emigracji od początku lat 80. Tam też został pochowany.